# Barry Buzan
Barry Buzan, född 28 april 1946 i London, är en brittisk-kanadensisk statsvetare. 
Buzan är professor emeritus, tidigare Montague Burton Professor of International Relations, vid London School of Economics och honorärprofessor vid Köpenhamns universitet och Jilin University. 
Han tog sin grundexamen vid University of British Columbia (1968) och sitt doktorat vid the London School of Economics (1973). Han är en förgrundsfigur inom Köpenhamnsskolan.
Mindmapexperten Tony Buzan är hans bror, tillsammans med vilken han författade The Mind Map Book. Barry Buzans fru, Deborah, är konstnär, och yngsta dotter till psykologen B. F. Skinner.